# 抱亭五清
抱亭 五清（ほうてい ごせい、? - 天保6年〈1835年〉）は、江戸時代の浮世絵師。

## 来歴
葛飾北斎の門人。姓は砂山、名は金蔵。初めは北鵞（ほくが）と称し、後に砂山五清、抱亭五清、青々、方亭、東一と号す。江戸の横山町三丁目（現在の日本橋横山町）に住み、文化初年頃には浜松町に移った。「抱亭」という号は女好きな性格から「抱きてえ」を掛け「だきてい」と読み、またその女好きが高じて北斎の妻に手を出し破門されたなどといわれているが、「抱亭」とは別号「方亭」の字を替えたもので「ほうてい」と読むべきであり、女好きで北斎の妻に手を出して破門されたというのも、なんら根拠の無い虚説である。
北斎に入門したのは寛政末年から享和の初め頃とされるが、文化4年（1807年）の『市川白猿 追善数珠親玉』に「北鵞画」の落款がある「香爐と牡丹」の挿絵が、現在確認できる作例として最も古い。はじめは北斎の影響を受けた読本の挿絵や摺物を描く。宿屋飯盛の狂歌連「五側」に属して狂歌にも親しみ、狂歌絵本なども手がけている。文化7年（1810年）、五清と改名。文政2年（1819年）9月に信濃国松本（現在の長野県松本市）を訪れ、のちに生安寺小路（現在の松本市中央二丁目高砂町通り）に移り住む。松本の商人らと交遊し、またそれらの求めに応じて屏風絵などを残した。五清による屏風絵は7点確認されているが、屏風絵を描いた浮世絵師は珍しいとされる。
天保6年10月上旬頃、生安寺小路にて没す。五清と交遊のあった松本の書店主高美甚左衛門の日記には、天保6年10月10日の条に「先日」五清が亡くなったとだけ記しており、正確な日にちはわからない。享年も不明だが「美人花生図」には「六十七歳」とあり、この歳まで生きていたのが窺える。門人に清澄、清鵞がおり、清澄は宿屋飯盛の子にあたる。

## 作品

### 版本挿絵
- 『狂歌評判記』一冊　石川雅望編、文化8年（1811年）刊行
- 『狂歌画像作者部類』二冊　狂歌本　※石川雅望編、文化8年刊行。塵外楼清澄が描いた五清の肖像画も描かれている。
- 『狂歌年中行事』二巻2冊　※石川雅望編、文政13年（1830年）刊行。挿絵を同門の魚屋北渓とともに描く。

### 錦絵
- 「東都名物合 霞ヶ関」　色紙判摺物　パリ国立図書館所蔵　※文化中期。画面左下に博多帯、右中部に鉄製の薬罐を描く。博多帯は福岡藩、薬罐は広島藩を意味し、これらの大名屋敷があった霞ヶ関をあらわしている。

### 肉筆画
- 「鯉図」　絹本著色　千葉市美術館所蔵[1]
- 「藻魚図」　絹本著色　千葉市美術館所蔵　※「方亭北鵞」の落款あり
- 「富士遠望図屏風」　紙本著色、六曲一双　個人蔵　※千葉市美術館寄託
- 「遊女に憧れる女」　絹本著色　光記念館所蔵　※「抱亭北鵞」の落款、「五清」の朱文連印あり。那須ロイヤル美術館（小針コレクション）旧蔵
- 「菊を愛でる美人」　絹本着色　※「抱亭北鵞」の落款、印文不明の2顆の印章あり。那須ロイヤル美術館（小針コレクション）旧蔵
- 「扇面見返り遊女図」　紙本淡彩、扇面　熊本県立美術館所蔵　※「方亭北鵞」の落款あり
- 「三味線を持つ美人図」　絹本著色　摘水軒記念文化振興財団所蔵
- 「粧い美人図」　絹本著色　摘水軒記念文化振興財団所蔵
- 「潮干狩り図屏風」　紙本着色、六曲一隻　栃木県立博物館所蔵　※「抱亭五清」の落款、「抱亭」の朱文方印と「砂山五清」の朱文円印あり
- 「芸妓図」　紙本着色、双幅　出光美術館所蔵　※大田南畝賛、文政元年（1818年）
- 「螢狩二美人図」　絹本著色　板橋区立美術館所蔵
- 「神功皇后と武内宿禰」　板地著色、絵馬一面　深志神社　※文政8年（1825年）[2]
- 「遊女立姿図」　紙本着色　日本浮世絵博物館所蔵　※「東都抱亭五清畫」の落款と「五」・「清」の方印、「廓にて　習ひしはりを　持ならは　ほころふきやく（客）の　身こそ縫かし　唯我堂川面」の画賛あり
- 「菖蒲持つ美人図」　紙本着色　日本浮世絵博物館所蔵　※「抱亭五清」の落款、印文不明の朱文方印あり
- 「花籠と美人図」　絹本着色　日本浮世絵博物館所蔵　※「砂山五清」の落款、「五」の白文方印と「清」の朱文方印あり
- 「美人花生図」　絹本着色　※「六十七歳　砂山五清画」の落款と「五」の白文印と「清」の朱文印、「田順」の画讃あり
- 「美人図」　絹本著色　個人蔵
- 「懐中鏡を見る女図」　絹本着色　※中右瑛コレクション